# Tiantang
Tiantang (chinesisch 天堂, Pinyin tiāntáng, englisch paradise; heaven – „Paradies; Himmel“)  ist ein von dem Sänger, Songwriter und Komponisten Tengger (* 1960) aus der Inneren Mongolei geschriebenes und gesungenes, in China sehr populäres Lied. In begeisterten Tönen besingt es die Heimat des Autors, die Innere Mongolei, als „Paradies“. Es enthält Rockelemente, der sehr lyrische Gesangsstil ist teils sehr unterschiedlich und kontrastreich.

## Text
| chin. | Pinyin | Übersetzung (staatstheater-braunschweig.de) |
| --- | --- | --- |
| 蓝蓝的天空 清清的湖水哎耶 绿绿的草原 这是我的家哎耶 奔驰的骏马 洁白的羊群哎耶 还有你姑娘 这是我的家哎耶 我爱你我的家 我的家我的天堂 | lán lán de tiānkōng qīng qīng de hú shuǐ āi ye lǜ lǜ de cǎoyuán zhè shì wǒ de jiā āi ye bēnchí de jùn mǎ jiébái de yáng qún āi ye háiyǒu nǐ gūniang zhè shì wǒ de jiā āi ye wǒ ài nǐ wǒ de jiā wǒ de jiā wǒ de tiāntáng | „blauer Himmel klares Wasser im See (ai ye sind Ausrufewörter) grüne Steppen das ist meine Heimat galoppierende Pferde, weiße Schafherde und noch du, Mädchen das ist meine Heimat ich liebe die Heimat von dir und mir meine Heimat ist mein Paradies“ |

## Sonstiges
Tengger komponierte und sang im Jahr 1986 den Song Mongolen, der ihn berühmt machte.